# Carin Koch

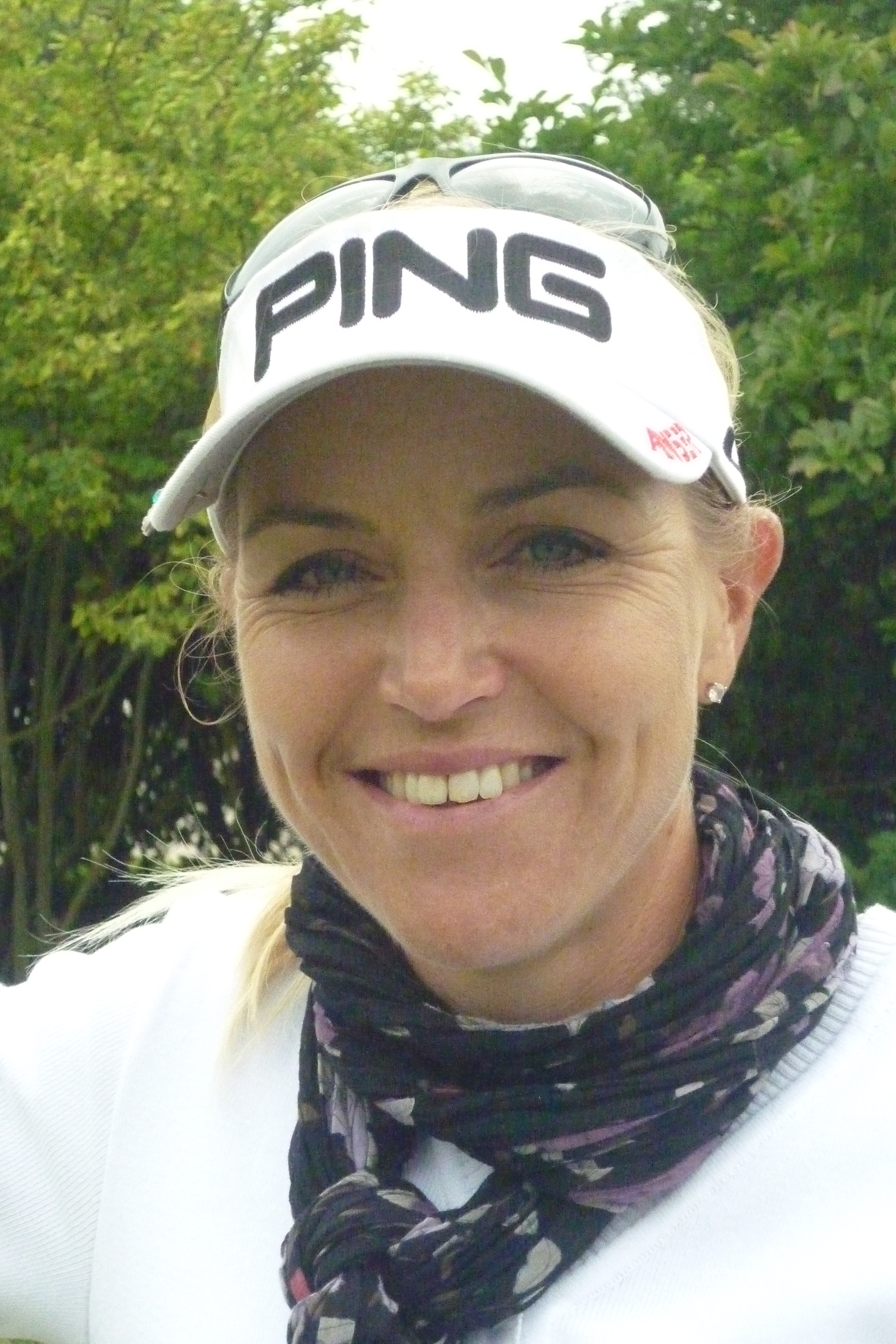
Carin Koch

Anna Carin Pernilla Hjalmarsson Koch, född 23 februari 1971 i Kungälv, är en svensk professionell golfspelare.